# Piré-sur-Seiche
Piré-sur-Seiche (en bretó  Pereg) és un municipi francès, situat a la regió de Bretanya, al departament d'Ille i Vilaine. L'any 2006 tenia 2.116 habitants. Limita al nord-oest amb Saint-Aubin-du-Pavail, al nord amb Domagné, al nord-est amb Chancé, a l'oest amb Amanlis, a l'est amb Moulins, al sud-oest amb Janzé, al sud amb Essé i al sud-est amb Boistrudan.

## Demografia
| 1962                                       | 1968  | 1975  | 1982  | 1990  | 1999  |
| ------------------------------------------ | ----- | ----- | ----- | ----- | ----- |
| 1.895                                      | 1.950 | 1.743 | 1.809 | 1.730 | 1.877 |
| Des de 1962: població sense dobles comptes |       |       |       |       |       |

## Administració
| Període    | Identitat          | Partit |
| ---------- | ------------------ | ------ |
| 19457-1946 | François Cordelier |        |
| 1946-1977  | Julien Mellier     |        |
| 1965-1977  | Gaston Guais       |        |
| 1977-1995  | Émile Grégoire     |        |
| 1995-2001  | Auguste Monnier    |        |
| 2001-2008  | Léon Rupin         |        |
| 2008-      | Dominique Denieul  |        |